# Nuculana gruveli
Nuculana gruveli is een tweekleppigensoort uit de familie van de Nuculanidae. De wetenschappelijke naam van de soort is voor het eerst geldig gepubliceerd in 1952 door Nicklès.